# 格利博卡河
赫利博卡河（烏克蘭語：Глибока），是烏克蘭西南部的河流，發源自韋利科馬里亞尼夫卡以西，流經敖德薩州的別爾哥羅德-德涅斯特羅夫斯基區，河道全長20公里，流域面積80.3平方公里。